# Cantu a chiterra
Il cantu a chiterra (in italiano canto sardo a chitarra) è un canto in lingua sarda e gallurese accompagnato con la chitarra, diffuso soprattutto nella parte nord dell'isola; in particolar modo nel Logudoro, Goceano, e in Gallura . È molto probabile che alcuni canti esistessero da prima dell'invenzione della chitarra, ad esempio il cantu in re, tuttavia con l'avvento dello strumento si sono sviluppate diverse varianti.

## La chitarra sarda

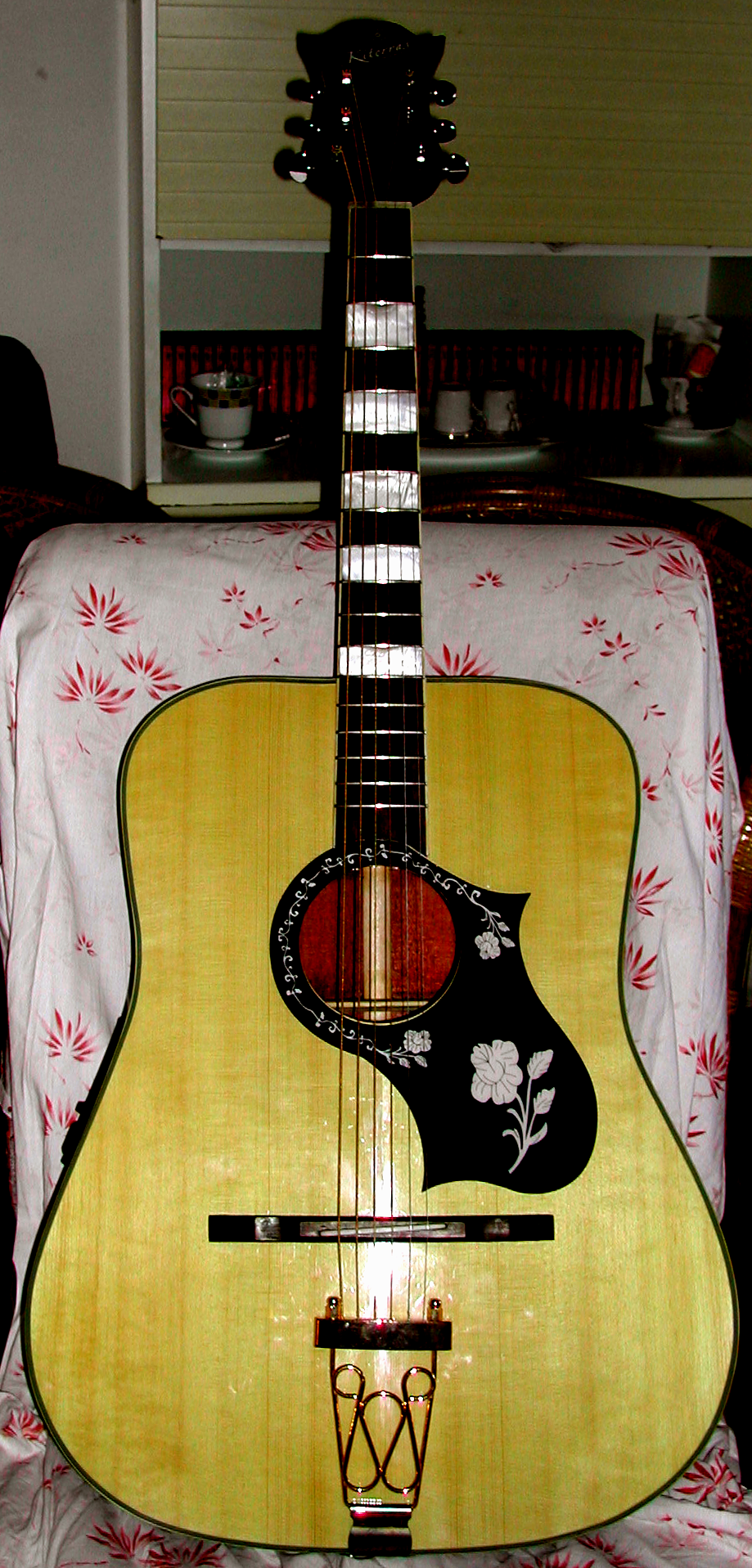
La chitarra sarda, lo strumento di accompagnamento di questa forma di canto.

### Storia
La presenza della chitarra in Sardegna, probabilmente risale al periodo delle dominazioni iberiche, dove veniva utilizzata per accompagnare il canto, le cui melodie erano preesistenti.
Da alcuni studi sulle tradizioni etno musicali della Sardegna, si apprende che la chitarra è presente almeno dal XVI secolo. Nello Statuto del Gremio di Oristano risulta che ne facevano parte anche i “chitarrari” (inteso come liutai). Ancora, nel 1598 un decreto del Viceré di Sardegna (Alfonso Lasso y Sedeño) vietava di suonare la chitarra dopo il rintocco della campana vespertina. 
Nel secolo pare esistesse nell'isola la chitarra a 4 corde, detta “quartina”. 
In epoca più recente, e più precisamente dal 1885 a Sassari la casa musicale iniziò ad importare chitarre dalla Lombardia e dalla Sicilia, il modello era la cosiddetta chitarra terzina dalle misure leggermente più piccole rispetto al modello spagnolo.
Più tardi, verso gli anni '30 del 900 si impongono nell'isola delle chitarre molto più grandi delle spagnole, dette chitarre giganti usate per accompagnare i canti, in virtù del loro tono più basso che agevolava la tecnica dei cantadores.
Qualche anno dopo cominciò tuttavia ad affermarsi il modello ideato dal liutaio e chitarrista Ignazio Secchi insieme al fratello Peppino.
Successivamente fu Aldo Cabitza ad apportare ulteriori modifiche allo strumento, per cui le misure della cassa armonica che arrivava a 78 cm. (cioè a metà tra una chitarra classica ed una chitarra). 

### La chitarra e l'accordatura alla sarda
La chitarra sarda è un tipo di chitarra acustica a corde metalliche con una particolare forma della cassa di dimensione notevolmente più grande rispetto alla chitarra classica. Altra peculiarità di questa tipologia di chitarra è la distribuzione dei segni marca tastiera che sono posizionati in modo da segnalare il III, V, VII, IX e XII spazio (diversamente dalla chitarra classica dove sono segnati i III, V, VII, IX e XII), questa marcatura era finalizzata ad evidenziare gli intervalli tonali di maggior utilizzo pratico nell'esecuzione del repertorio del cant a chiterra.
Anche l'accordatura detta appunto  a sa sarda, è differente in quanto l'intonazione è più bassa: infatti in media è accordata una quarta sotto. Secondo gli accordi, RE2 quindi generalmente equivale a ± Sol#/La2 (220 Hz).
La tecnica di esecuzione è quella mista. I sonadores originariamente usavano più diffusamente l'accompagnamento a bordone, cioè quello con il pollice che esegue la linea melodica del canto, mentre le altre dita eseguono l'arpeggio sulle altre corde, da alcuni anni a questa parte (da Aldo Cabitza in poi) è molto più diffusa la tecnica del plettro.
Caratteristiche sono anche le decorazioni, in genere con motivi floreali, del battipenna intagliato.

## Le varianti desu cantu a chiterra
Di seguito è riportato l'elenco dei modelli di riferimento (o varianti) del cantu a chiterra, su cui i cantanti ed i musicisti eseguono delle variazioni, questi sono dodici, come riportato di seguito.
- Su Cantu in re (in sardo:  in re"), ( in Logudoro) da cui derivano alcune varianti quali “sa iaghesa antiga”,  e il canto "a s'Othieresa", è il più comune e quello con cui iniziano sempre le gare musicali.
- S'isolana. che è una versione semplificata della cosiddetta "antiga" (cioè “ antica”)
- Sos Mutos: per lo più si tratta di canti delle schermaglie d'amore, . Sono presenti in tutta l'isola.
- Sa Nuoresa : (Tradizionale logudorese) è un canto amoroso.
- La Timpiesina (a Tempio, in Gallura).
- (sa ): (in Gallura) Si tratta di un canto allegro.
- La Corsicana: inventata da Ciccheddu Mannoni di Luogosanto, ispirandosi ad un canto eseguito da un Corso nel 1945 a La Maddalena dove lavorava. Ciccheddu Mannoni lo propose ufficialmente a Sorso per la prima volta durante una gara nel 1946.
- Su Trallalleru: (originario del Campidano) È un canto allegro e spesso canzonatorio.

Ci sono poi altre varianti del canto che possiamo definire complesse, sia per la ricercatezza dei motivi musicali che per la difficoltà di esecuzione.
- Su diesis; ideato da Adolfo Merella e Francesco Cubeddu
- Su Si bemolle;
- Su Mi e La: (originario di), pare abbia origini come canto dei pescatori.
- Sa Disisperada (in gallurese:la disispirata) Questo canto viene eseguito sempre verso la della gara, come per la chiusura[4].

## La gara. Significato e struttura.
(Edouard Fouré Caul-Futy)
Dopo secoli di esecuzioni delle tipologie di canto a chitarra, in occasioni ed in ambienti conviviali, pur rimanendo viva questa tradizione, nel corso del Novecento si diffonde la gara di canto a chitarra, che si svolge di fronte ad un pubblico, quasi sempre in occasione delle feste patronali, nelle forme che sono ancora in atto.  Le feste sono organizzate da comitati organizzatori, composto dagli ovrieri (in sardo:oberaios), i quali eleggono dei comitati, composti da un circoscritto numero di esperti, che hanno l'incarico di selezionare i cantadores per la gara che si svolgerà nell'ambito della festa. 
La gara, è una competizione musicale in cui i due o tre cantanti, accompagnati da un chitarrista, competono con le loro improvvisazioni, su temi musicali prestabiliti, per far riconoscere la qualità delle loro prestazioni. La gara a chitarra, può essere paragonata alla gara poetica, dove è apprezzata la qualità dell'improvvisazione delle ottave da parte dei poeti.
La gara comporta che ciascun cantadore esegue una sola strofa per volta, alternandosi con gli altri concorrenti (di solito toccano tre strofe a testa). 
Il modello musicale di riferimento (la variante) non è una forma completamente e pienamente definita, ma piuttosto un insieme di forme prefissate su strutture musicali (metrica, melodia, armonia) piuttosto labili. Questo permette che ogni cantadore possa improvvisare a suo piacimento sul modello di riferimento.
Inoltre ogni cantadore ha a disposizione un proprio repertorio per ogni tipo di 'oghe; maggiore è la cultura del canto del cantadore e maggiore è il numero di boghes (interpretazioni) a sua disposizione, alcuni arrivano ad averne anche oltre cinquanta. Queste boghes sono esse stesse costantemente soggette a microvariazioni.
L'ordine di successione della gara (che dura diverse ore) è: Canto in re, sa nuoresa, mutos, gallurese, filognana, mi e la, si bemolle, disisperada.
- 1) Su Cantu in re e sue varianti
- 2) Sa Nuoresa
- 3) Sos Muttos

Nella gara le seguenti coppie di canto si eseguono sempre di seguito:
- 4) La Tempiesina: Questo canto, nelle gare, può essere sostituito da:
- 4 bis) La Filognana: durante una gara, al termine della sua esecuzione, si può riprendere con il Canto in re iniziale.
- 5) La Corsicana o in alternativa
- 5 bis) Su Trallalleru

Altri quattro tipi di canto da eseguire di seguito sono:
- 6) Su Fa diesis: canto di difficile esecuzione, talvolta non viene eseguito ed è sostituito dal canto in Mi e La e dall'Isolana.
- 6 bis) Su Si bemolle: canto tra i più difficili, per cui spesso non viene inserito tra le esecuzioni di una gara, essendo sostituito da i due successivi.
- 6 ter) Mi e la
- 6 quater) S'isolana con  canto in re che peraltro conclude l'esecuzione dell'Isolana.

A causa della difficoltà esecutiva di questi quattro canti, spesso nelle gare questa sezione viene sostituita da un Canto in re o con i Mutos. 
- 7) Sa Disisperada.

Durante l'esecuzioni i cantadores in genere eseguono i canti succitati aggiungendo delle variazioni, di volta in volta il chitarrista dovrà seguire con gli accordi. Pertanto le esecuzioni sono sempre diverse ed eseguite in base alle qualità canore del cantante.
Per quanto riguarda i testi, in genere vengono musicate poesie tradizionali o dei più grandi poeti sardi.

## Altri generi a chitarra
Oltre ai canti suddetti, esistono molti altri tipi di canto sardo accompagnati dalla chitarra. A Sassari le ironiche “gobbule”, tra quelli diffusi nel Sud dell'isola ricordiamo il canto a "curba", a "torrida" e a "muttuttu", per lo più eseguiti all'interno della “cantada” campidanese; diffusi in tutta l'isola sono anche “sos mutettos a trallallera”, “sas battorinas”, “su dillaru”, “sos frores”, e altri ancora.

## Prime incisioni discografiche
Fra il 1922 e il 1925, Gavino Gabriel realizza, a titolo esclusivamente documentario, le prime incisioni di musica tradizionale sarda. A Milano per la casa discografica La voce del padrone incide I canti di Gallura, dell'Anglona, del Marghine e della Barbagia (1922). 
Fra gli altri sempre in quel periodo, con alla voce Peppino Ruggiu e con alla chitarra Adolfo Merella, furono realizzate delle registrazioni, che sono considerate le prime del cantu a chiterra. 
Nel 1928 Luigino Cossu, Antonio Desole, Pietro Porqueddu accompagnati dal chitarrista Ignazio Secchi incisero alcuni dischi, presso la casa discografica La voce del padrone di Milano, che furono pubblicati nel 1929. 
Negli anni trenta, grazie alla notorietà di cui godevano i cantadores in Sardegna ed alla maggiore diffusione del mezzo, furono realizzate altre incisioni discografiche a scopo commerciale. Nel 1931 a Milano, presso gli studi della casa discografica "Excelsius", da parte degli ozieresi Giuseppe Langiu (1898 - Sassari 1972) e Antonio Bellu accompagnati dal chitarrista Nicolino Cabitza di Ploaghe e, talvolta, del fisarmonicista Celestino Fogu. In quell'occasione furono incisi dei canti in Re a s'Othieresa e a sa Nuoresa, dei Mutos, Mi e la, una Disisperada logudoresa a sa Piaghesa.
Sempre a Milano, il 23 maggio 1932, negli studi della casa "Grammofono" (ridenominata qualche anno dopo "La voce del padrone"), fu la volta dell'ozierese Maria Rosa Punzirudu che, in coppia col collega Gavino De Lunas e sempre con l'accompagnamento del chitarrista Nicolino Cabitza registrarono pochi ma memorabili canti.
A distanza di qualche decennio (tra il 1961 ed il 1964) il "Quartetto Logudoro" composto dal cantadore Leonardo Cabizza e la giovanissima cantante Maria Teresa Cau accompagnati dal chitarrista Aldo Cabitza (figlio di Nicolino) e dal fisarmonicista Antonio Ruju, incidono per la Vis Radio di Napoli ventiquattro brani. Nel 1962 Mario Cervo, insieme ad Astro Mari, aveva fondato una casa discografica, chiamandola Nuraghe, con la quale aveva prodotto diverse incisioni di canto sardo. Sempre in quegli anni tuttavia, un grande ruolo fu svolto dalla Casa discografica Tirsu la quale aveva prodotto numerose incisioni.

Il cantadore Gavino De Lunas

## L'Archivio Mario Cervo
L'Archivio Mario Cervo si trova a Olbia, e ospita una raccolta di varia documentazione, che era stata collezionata da Mario Cervo, a partire dagli anni cinquanta, per una sua passione per il canto sardo. Il materiale dell'archivio è stato catalogato e digitalizzato, a cura dell'Istituto superiore regionale etnografico.
L'archivio è principalmente composto da materiale fonografico, ma sono presenti anche libri e giornali. Come materiale fonografico è composta da oltre 6.000 supporti ordinati in 3.500 schede che permettono di effettuare una ricerca approfondita su quanto è accaduto musicalmente in Sardegna nel Novecento.

## I protagonisti
I cantadores a chiterra, spesso solo cantadores, in sardo sono quei cantanti che vengono accompagnati con la chitarra, qualche volta anche con l'aggiunta della fisarmonica, e eseguono una sequenza di canti tradizionali, nella fattispecie il cantu a chiterra. Ogni cantante tuttavia all'interno della metrica del canto può improvvisare delle variazioni.

### Elenco dei più noticantadores a chiterra
Prima generazione
- Nanni Pinna (Oschiri, 1918
- Maria Rosa Punzirudu, (Ozieri, 1887 – 1964)
- Candida Mara, (Nulvi, 1887 - 1927)
- Giovanni Gavino Degortes, (Laerru)
- Giuseppe Langiu, (Ozieri, 1898 - Sassari 1972)
- Antonio Bellu, (Ozieri)
- Peppino Ruggiu, (Cossoine), 1909-1986
- Pietro Porqueddu, (Porto Torres, 1894-1974)
- Gavino De Lunas, (Padria, 1895 - Roma, 1944)
- Luigino Cossu, (Trinità d'Agultu, 1898 - 1972)
- Antonio Desole, (Ploaghe, 1898 - Sassari, 1991)
- Francesco Mannoni noto Ciccheddu
- Giovanni Cuccuru, (Usini 1891- 1982)
- Giuseppe Puxeddu, (Sedini, )
- Mario Scanu, (Luras, 1910 - Tempio Pausania, 1987)
- Antonio Nuvoli, (Ploaghe, 1915 - 2011)
- Giovanni Pintus, (Castelsardo, 1925 - 2019)
- Salvatore Virdis, (Castelsardo, 1924 - Cagliari, 2015)
- Francesco Cubeddu (Bulzi, ottobre 1924 - ottobre 2017)
- Leonardo Cabizza, (Bulzi, 1924 - 2018)
- Giovanni Soggiu (cantadore), noto Nanni (Perfugas, 1924-2003)

Seconda generazione
- Antonio Meloni, (Villanova Monteleone, 1932)
- Tonino Canu, (Perfugas, 1932 - Sassari, 1992)
- Serafino Murru, (Ollastra Simaxis, 1932-1994)
- Mario Mannu, (Cossoine, 1933)
- Giovannino Marruncheddu (Semestene, 1933-1988)

- Maria Carta, (Siligo, 1934- Roma, 1994)
- Alessandro Fais, (Sindia)
- Mariano Lilliu (Barumini, 1935)
- Giuseppe Chelo, (Sassari, 1938 Sassari, 2007)
- Mario Firinaiu, (Berchiddeddu (Olbia), (1939)
- Francesco Falchi, (Ardara, 1939 Porto Torres, 2018)
- Antonio Testoni, (Bonorva, 1939)
- Giuseppe Pintus, (Bonorva, 1941)
- Giovannino Casu, (Bulzi, 1941 Porto Torres, 2022)
- Maria Teresa Pirrigheddu, (Tempio Pausania, 1942)
- Maria Teresa Cau, (Ozieri, 1944 – 1977)
- Aurora Cubeddu, (Seneghe, 1949)

Terza generazione
- Gavino Loria, (Romana, 1955)
- Elena Ledda, (Selargius, 1959)
- Cinzia Boi, (Sassari, 1961)
- Roberto Murgia, (Borore)
- Duo Puggioni
- Franca Pinna
- Franco Denanni, (Chiaramonti, 1958)
- Tino Bazzoni, Usini
- Gianni Denanni, (Chiaramonti, 1960)
- Francesco Demuru, Porto Torres, 1978
- Mimmia Muntoni
- Mario Mele
- Emanuele Bazzoni, (Usini, 1982)
- Franco Dessena
- Daniele Giallara, (Cuglieri, 1977)

### Elenco dei più notisonadores a chiterra
- Nicolino Cabitza, (Ploaghe, 1904 – Sassari, 1983)
- Daniel Pili, (Osini, 1994)
- Ignazio Secchi, (Sennori, 1907-1967)
- Giovanni Ledda, (Nulvi)
- Giovanni Scanu, fratello del Cantadore, (Luras, 1907-2002)
- Adolfo Merella,  (Usini, 1908 – 1981)
- Michele Senes (Bonorva, 1927 - 2003)
- Aldo Cabizza, (Codrongianos, 1929-2013)
- Angelo Pittui, (Macomer, 1930-2002)
- Giovanni Sale, (Bonnanaro)
- Pietro Fara, (Pozzomaggiore, 1923-1974)
- Bruno Merella
- Valerio Marras, (Santa Giusta, 1945)
- Roberto Cadoni, Santa Giusta
- Nino Manca
- Salvatore Matzau
- Antonio Marongiu
- Bruno Maludrottu
- Gian Nicola Biosa
- Trio Cocco (Narbolia)
- Antonello Biosa
- Bachisio Masia, Bonnanaro
- Pietro Nieddu, Borutta

### Elenco dei più noti fisarmonicisti
- Celestino Fogu, (Ozieri)
- Pietro Porcu,  (Aidomaggiore, 1903)
- Antonio Francesco Ruju
- Peppino Pippia, (Narbolia, 1937- 2013)
- Totore Chessa
- Pietro Madau
- Augusto Spada
- Manuel Mereu
- Gianuario Sannia
- Mario Feurra (Seneghe)

## Associazioni prosu cantu a chiterra
- Ente Musicale di Ozieri, fondato nel 1988. Pur occupandosi principalmente dell'organizzazione dei concerti di musica classica, ha promosso importanti ricerche etno – musicali, accompagnate da programmi di divulgazione del canto, ha costituito un importante archivio sonoro e promosso la pubblicazione di testi di studio quali: "La chitarra e la musica popolare nel Monte Acuto", "I Canti popolari del Goceano" e "I Canti popolari del Meilogu", scritti in sardo-italiano-inglese.
- Associazione Remintinde nata a Sassari nel 1991, si occupa del “canto a chitarra”, sotto la regia del noto chitarrista Nino Manca. Ha collaborato con la facoltà del DAMS (Discipline Arte Musica Spettacolo) dell'università di Bologna.
- Il Comitato per il canto sardo, affiliato all'Aics, fondato nel 2000 a Ploaghe, intitolato alla memoria dell'artista ploaghese Antonio Desole[17].

### Sulla discografia
- Manuela Gualerzi, Discografia della musica popolare sarda a 78 rpm (1922-1959), ´Culture musicaliª 2: 167-192, 1982.
- Roberto Leydi, Discografia della musica popolare italiana - Sardegna". Fonti musicali italiane 2: 249-280, 1997.
- Lortat Jacob, Polyphonies de Sardaigne. compact disc. Le chant du Monde. LDX 274760, Paris, 1998.